# April Fool (film 1911 Edison)
April Fool è un cortometraggio muto del 1911. Il nome del regista non viene riportato nei titoli. È il secondo film interpretato da Shirley Mason.

## Produzione
Il film fu prodotto dall'Edison Manufacturing Company.

## Distribuzione
Il film - un cortometraggi in una bobina - uscì nelle sale cinematografiche statunitensi il 29 marzo 1911, distribuito dalla General Film Company.